# Calanus hyperboreus
Calanus hyperboreus är en kräftdjursart som beskrevs av Henrik Nikolai Krøyer 1838. Calanus hyperboreus ingår i släktet Calanus och familjen Calanidae. Arten är reproducerande i Sverige. Inga underarter finns listade i Catalogue of Life.